# Jennifer Jason Leigh
Jennifer Jason Leigh (Hollywood, Califòrnia, 5 de febrer de 1962) és una actriu estatunidenca. La seva filmografia principal inclou títols com Fast Times at Ridgemont High (1982), Last Exit to Brooklyn (1989), Fins al límit (1991), Single White Female (1992), Vides encreuades (1993), El gran salt (1994), Mrs. Parker and the Vicious Circle (1994), Georgia (1995), Dolores Claiborne (1995), Kansas City (1996) i The Man Who Wasn't There (2001).
L'any 1995 va estar nominada al Globus d'Or a la millor actriu dramàtica per Mrs. Parker and the Vicious Circle.

## Biografia
És filla de l'actor Vic Morrow i la guionista de Pollock, Barbara Turner. Els seus pares eren de creença jueva encara que aviat Jennifer se separaria d'aquesta religió. De la mateixa manera, va introduir en el seu nom artístic el de "Jason" en honor d'un amic de la família, l'actor Jason Robards.
Als 14 anys va començar a estudiar en l'escola d'interpretació de Lee Strasberg abans de ser membre del Sindicat d'Actors nord-americà per la seva intervenció en la sèrie de televisió Baretta quan ella tenia tan sols 16 anys. Després d'aquesta aparició, van arribar més intervencions en altres telefilms, encara que destacaria la interpretació que Jennifer realitza d'una noia amb problemes d'anorèxia en The Best Little Girl in the World, i per la qual va haver d'interpretar el paper sota supervisió mèdica.
Jason Leigh realitzaria el seu debut al cinema en Els ulls d'un estrany.
El 1982 torna a la televisió amb el paper d'una adolescent embarassada en la comèdia de Amy Heckerling Fast Times at Ridgemont High. Aquesta sèrie seria una plataforma de grans estrelles del cinema dels següents anys com Sean Penn, Nicolas Cage, Forest Whitaker, Eric Stoltz, Anthony Edwards o Phoebe Cates. Els següents anys participaria en pel·lícules com Objecte mortal (1982), dirigida per Richard Brooks, o en la comèdia Aquell excitant curs (1982), pel·lícula co-protagonitzada per Sean Penn, basada en un llibre de Cameron Crowe i dirigida per Amy Heckerling.
Aquesta primera etapa, on Jennifer començava a ser reconeguda com a actriu, va acabar de la pitjor manera possible. El 1982, el seu pare Vic Morrow va ser decapitat per les hèlixs d'un helicòpter sense control mentre estava rodant Twilight Zone: The Movie.
Ja en la seva època de maduresa interpretativa, Leigh va optar per personatges febles i vulnerables. Una de les seves principals interpretacions va ser la de la princesa raptada i violada per uns mercenaris en l'aventura medieval de Paul Verhoeven Els senyors de l'acer (1985), la de la innocent cambrera que seria brutalment esbocinada en Carretera a l'infern (1986), o la de la jove enganyada que entra a treballar en un bordell en Cor de mitjanit (1989).
No seria sinó fins al 1990 quan Leigh donaria un canvi radical a la seva carrera, optant per papers més durs i marcats. Primer seria la autodestructiva Tralala en Last exit to Brooklyn, interpretació que li va valer un doble guardó a la millor actriu de repartiment aconseguit pel New York Film Critics Circle i pel Boston Society of Film Critics. Poc després interpretaria a una altra prostituta a Miami Blues, que també li va valer el reconeixement unànime de públic i crítica.
I és que Leigh és coneguda, en aquesta època, pel mètode que aplica per a la interpretació dels seus personatges, mètode que consistia a escriure diaris i a escoltar els enregistraments que feia ella mateixa de les veus dels papers que assaja. En aquells temps, Leigh entrevistava a psiquiatres, malalts mentals, drogoaddictes, supervivents de maltractaments, prostitutes i treballadores de línies eròtiques, tot amb la finalitat d'elaborar els seus papers.
El següent paper que realitzaria seria la d'una investigadora secreta que es converteix en una drogoaddicta per destapar una trama de narcotraficants en Fins al límit (1991). Però sens dubte la interpretació que tothom recordarà de Leigh seria la de l'obsessiva i psicòpata dona de Dona blanca soltera cerca (1992), al costat de Bridget Fonda, i posteriorment va tenir l'oportunitat de treballar al costat de Tim Robbins en la producció dels germans Coen El gran salt (1994), a més de guanyar nombrosos premis de la crítica per la seva reencarnació de l'escriptora i poetessa Dorothy Parker en la producció d'Alan Rudolph La senyora Parker i el cercle viciós (1994). Aquesta interpretació li va valer no només la nominació als Globus d'Or com a millor actriu, sinó també els premis de la National Society of Film Critics, la Chicago Film Critics Association i la Fort Lauderdale Film Critics.
Després d'aquest paper, arribarien les interpretacions de Sadie Flood a Georgia (1995), paper pel qual va tornar a aconseguir el premi a la millor actriu del New York Film Critics Circle i del Mont-real World Film Festival, encara que els Oscar seguien ignorant-la.
Uns altres memorables papers d'aquesta època són el d'una mestressa de casa teleoperadora de sexe en Vides encreuades (1993), la filla de la turmentada Kathy Bates en Dolores Claiborne (1995), una raptora a Kansas City, una dama vuitcentista a Washington Square (1997), i la futurista eXistenZ (1999).
D'altra banda, també són coneguts els papers que Leigh va rebutjar. En destaquen Sexe, mentides i cintes de vídeo (1989), Pretty Woman (1990), Solters (1992), A League of Their Own (1992), The Stendhal Syndrome (1996), Boogie Nights (1997) i The Brown Bunny (2003), i fins i tot va estar a punt d'interpretar Sarah Connor en Terminator (1984) en perdre enfront de Debra Winger, abans que l'hi donessin a Linda Hamilton o Clarice Starling en Hannibal (2001). També va ser una de les actrius escollides per Jane Campion per El piano (1993), però es trobava rodant en aquest moment Fins al límit i va haver de rebutjar el paper, així com El piano que Cynthia Watros interpreta en la sèrie de televisió Lost . Una altra gran oportunitat que se li va escapar va ser la de fer un paper secundari en la producció de Stanley Kubrick Eyes Wide Shut, on la falta de disponibilitat per rodar noves escenes va determinar la seva sortida del rodatge.
El 2001 Leigh uniria les seves forces amb l'actor britànic Alan Cumming per escriure, produir i dirigir un film junts on apareguessin amics de l'actriu com Kevin Kline, Phoebe Cates, Gwyneth Paltrow, Jennifer Beals, John C. Reilly o Parker Posey. El resultat va ser The Anniversary Party, una comèdia molt ben acceptada pel públic on fins i tot Leigh i Cumming rebrien un esment especial en el National Board of Review.
Més recentment, Leigh ha aparegut en altres papers: Road to Perdition (2002), En carn viva (2003), i com la promesa de Christian Bale en El maquinista (2004). El 2005, Leigh va contreure matrimoni amb Noah Baumbach, que havia estat el seu promès durant quatre anys. L'actriu col·laboraria més endavant en el projecte cinematogràfic de Baumbach titulat Margot at the Wedding, on el seu personatge s'oposaria als de Nicole Kidman i Jack Black. Van iniciar els tàmits de divorci el 2010.

## Filmografia
Les seves pel·lícules més destacades són:
- Eyes of a Stranger (1980), de Ken Wiederhorn.
- Fast Times at Ridgemont High (1982), de Amy Heckerling.
- Wrong is Right (1982), de Richard Brooks.
- Death Ride To Osaka i Girls of the White Orchid (1983, per TV), de Jonathan Kaplan[7]
- Easy Money (1983), de James Signorelli.
- Grandview, U.S.A. (1984), de Randal Kleiser.
- Els senyors de l'acer (Flesh & Blood) (1985), de Paul Verhoeven.
- Carretera a l'infern (The Hitcher) (1986), de Robert Hamond.
- Sister, Sister (1987), de Bill Condon.
- Under Cover (1987) de John Stockwell.
- Cor de mitjanit (Heart of Midnight) (1988), de Matthew Chapman.
- Last exit to Brooklyn (1990), de Uli Edel.
- Miami blues (1990), de George Armitage.
- Backdraft (1991), de Ron Howard.
- Fins al límit (Rush) (1991), de Lili Fini Zanuck.
- Dona blanca soltera busca (Single White Female) (1992), de Barbet Schroeder.
- Vides creuades (Short Cuts) (1993), de Robert Altman.
- El gran salt (The Hudsucker Proxy) (1994), dels germans Coen.
- La senyora Parker i el cercle viciós (Mrs. Parker and the Vicious Circle) (1994), d'Alan Rudolph.
- Georgia (1995), d'Ulu Grosbard.
- The Big Picture (1989) de Christopher Guest.
- Eclipsi total (Dolores Claiborne) (1995) (Dolores Claiborne), de Taylor Hackford.
- Kansas City (1996), de Robert Altman.
- Bastard Out of Carolina (1996)
- Heretaràs la terra (A Thousand Acres) (1997), de Jocelyn Moorhouse.
- Washington Square (1997), de Agnieszka Holland.
- Todd McFarlane's Spawn sèrie animada que va sortir a l'aire per HBO (des de 1997 fins a 1999).
- La carta d'amor (The Love Letter) (1998), de Dan Curtis.
- Thanks of a Grateful Nation (1998), de Rod Holcomb.
- eXistenZ (1999), de David Cronenberg.
- The King is Alive (2000), de Kristian Levring.
- Somnis d'adolescent (Skipped Parts) (2000), de Tamra Davis.
- The Man Who Wasn't There (2001), dels germans Coen.
- The Anniversary Party (2001), d'Alan Cumming i Jennifer Jason Leigh.
- Camí a la perdició (Road to Perdition) (2002), de Sam Mendes.
- Hey Arnold! The Movie (2002), de Tuck Tucker.
- Crossed Over (2002), de Bobby Roth.
- En carn viva (In the Cut) (2003), de Jane Campion.
- Childstar (2004)
- Palindromes (2004)
- El maquinista (The Machinist) (2004), de Brad Anderson.
- The Jacket (2005), de John Maybury.
- Rag Tale (2005), de Mary McGuckian.
- Margot at the Wedding (2007)
- Synecdoche, New York (2008)
- Greenberg (2010)
- Revenge (2a temporada) (2012) - Personatge: Kara Wilkins
- The Hateful Eight (2015), de Quentin Tarantino
- Anomalisa (2015), de Charlie Kaufman
- LBJ (2016), de Rob Reiner
- Amityville: The Reawakening (2016) de Franck Khalfoun
- Twin Peaks (3a temporada) (2017)
- Annihilation (2018)

## Premis i nominacions
| Any  | Treball               | Categoria                | Premi                            | Resultat |
| ---- | --------------------- | ------------------------ | -------------------------------- | -------- |
| 1995 | Georgia               | Millor actriu            | New York Film Critics Circle     |          |
| 2007 | Margot at the Wedding | Millor actriu secundària | Chicago Film Critics             |          |
| 2015 | Anomalisa             | Millor actriu secundària | Chicago Film Critics             |          |
| 2015 | The Hateful Eight     | Millor actriu secundària | National Board of Review         |          |
| 2015 | The Hateful Eight     | Millor actriu secundària | Sant Diego Film Critics          |          |
| 2015 | The Hateful Eight     | Millor actriu secundària | Chicago Film Critics             |          |
| 2015 | The Hateful Eight     | Millor actriu secundària | Florida Film Critics             |          |
| 2015 | The Hateful Eight     | Millor actriu secundària | Houston Film Critics             |          |
| 2015 | The Hateful Eight     | Millor actriu secundària | Austin Film Critics              |          |
| 2015 | The Hateful Eight     | Millor actriu secundària | Vancouver Film Critics           |          |
| 2015 | The Hateful Eight     | Millor actriu secundària | St. Louis Film Critics           |          |
| 2015 | The Hateful Eight     | Millor actriu secundària | Las Vegas Film Critics           |          |
| 2015 | The Hateful Eight     | Millor actriu secundària | Washington D. de C. Film Critics |          |

### Oscar
| Any  | Categoria                           | Pel·lícula        | Resultat |
| ---- | ----------------------------------- | ----------------- | -------- |
| 2015 | Oscar a la millor actriu secundària | The Hateful Eight |          |

### Globus d'Or
| Any  | Categoria                                 | Pel·lícula                       | Resultat |
| ---- | ----------------------------------------- | -------------------------------- | -------- |
| 2015 | Globus d'Or a la millor actriu secundària | The Hateful Eight                |          |
| 1994 | Globus d'Or a la millor actriu dramàtica  | Mrs. Parker & The Vicious Circle |          |

### BAFTA
| Any  | Categoria                           | Pel·lícula        | Resultat |
| ---- | ----------------------------------- | ----------------- | -------- |
| 2015 | BAFTA a la millor actriu secundària | The Hateful Eight |          |

### Crítica Cinematogràfica
| Any  | Categoria                | Pel·lícula        | Resultat |
| ---- | ------------------------ | ----------------- | -------- |
| 2015 | Millor actriu secundària | The Hateful Eight |          |

### Independent Spirit
| Any  | Categoria                                        | Pel·lícula            | Resultat |
| ---- | ------------------------------------------------ | --------------------- | -------- |
| 2015 | Independent Spirit a la millor actriu secundària | Anomalisa             |          |
| 2007 | Independent Spirit a la millor actriu secundària | Margot at the Wedding |          |